# Xinghua
Pour les articles homonymes, voir Xinghua (homonymie).
Xinghua (兴化 ; pinyin : Xīnghuà) est une ville de la province du Jiangsu en Chine. C'est une ville-district placée sous la juridiction de la ville-préfecture de Taizhou.

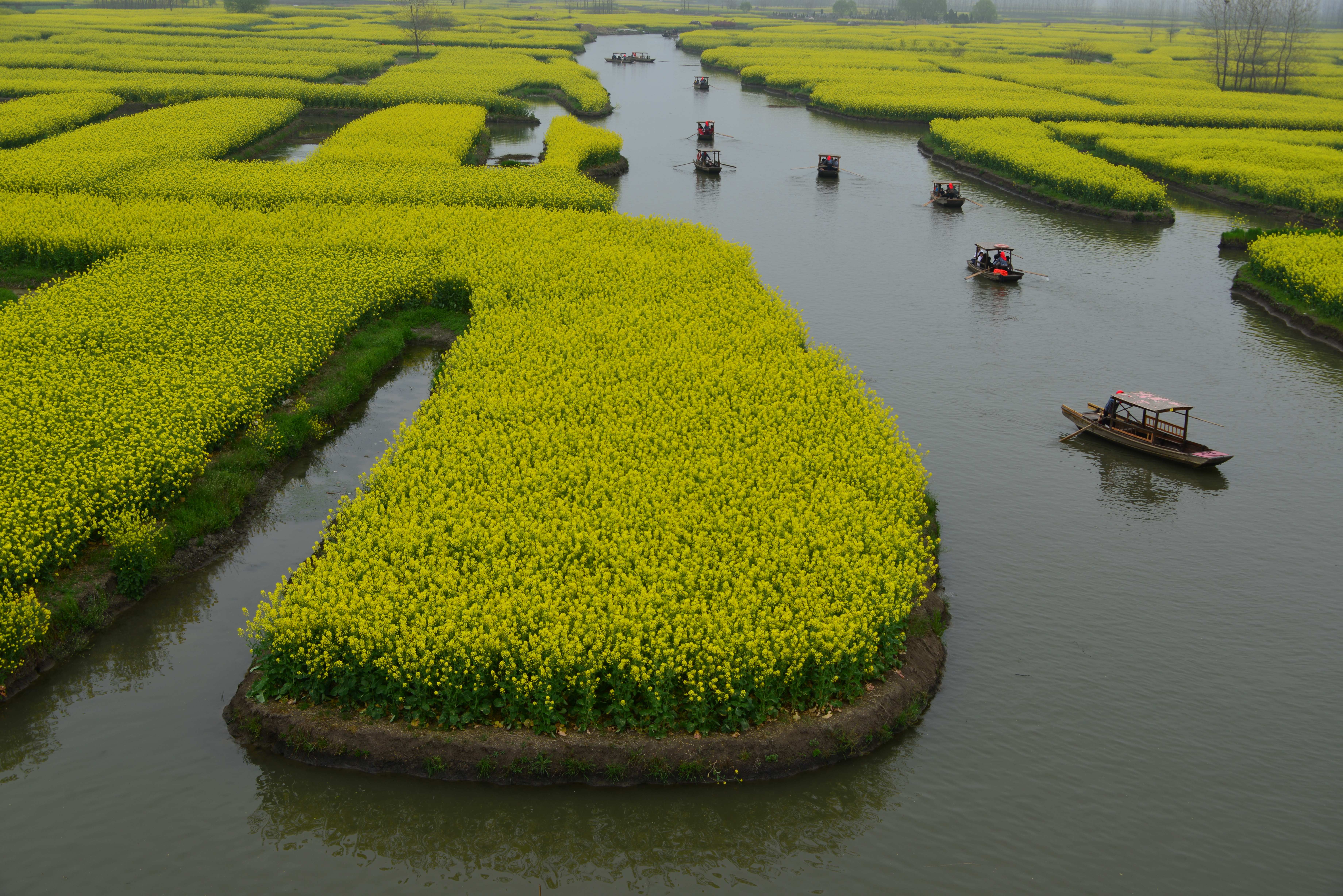
Les colza terres

## Démographie
La population du district était de 1 253 548 habitants en 2010